# Calderara di Reno
Calderara di Reno (en dialecte bolonyès: Caldarèra) és un comune (municipi) de la Ciutat metropolitana de Bolonya (antiga província de Bolonya), a la regió italiana d'Emília-Romanya, situat uns 10 km al nord-oest de Bolonya.
L'1 de gener de 2018 tenia 13.224 habitants.

## Història
Es considera que a la frazione de Sacerno es on, l'any 43 aC, August, Marc Antoni i Lèpid es van reunir per establir el Segon Triumvirat.